# 鳥人 (傳說生物)
鳥人是存在於神話和民間傳說中的生物，結合了鳥類和人類的特徵。主要常见于希腊、罗马、印度、波斯等地的神话故事中。

## 各種半人半鳥的傳說生物
- 阿尔科诺斯特：斯拉夫异教中一个长有美女头和鸟身的生物。
- 阿涅摩伊：希腊各地的风之塔上皆有描绘的风神。
- 安祖（传说生物）：美索不达米亚神话的怪物和次神。
- 阿尔刻：带有双翅的霓虹女神。[1]
- Ba：古埃及灵魂观里代表人类灵魂的一种体现，其被描绘成一只长着人头的鸟。
- 迦樓羅
- 天使：遍布亚伯拉罕诸教中的生物，尽管其主要呈现形式是出现在艺术作品中。
- 荷魯斯
- 托特
- 塞壬
- 哈耳庇厄
- 維齊洛波奇特利
- 烏天狗
- 鴞人
- 羽人
- 雷公
- 天鵝處女

## 有出現鳥人的作品
- X戰警
- 銀河便車指南系列
- 星艦前傳
- 龍與地下城
- 薩爾達傳說系列
- 恶魔君
- 大雄與翼之勇者

## 外部連結
- Cathy S. Mosley. . H-NILAS: Stories for the Seasons.   [October 31, 2005]. （原始内容存档于2018-09-23）. — This cites Toth, Marian Davis. . Tokyo: Charles E. Tuttle. 1971..
- Zerah'el Dancing Grouse. . Free Cherokee.   [October 31, 2005]. （原始内容存档于2006-02-23）. — a story from a story teller of the Bird Clan of East Central Alabama that parallels the evolution of birds from dinosaurs

1. ↑  Ptolemy Hephaestion, New History Book 6 (summary from Photius, Myriobiblon 190) (trans. Pearse)